# Cydia
Cydia är ett släkte av fjärilar som beskrevs av Jacob Hübner 1825. Cydia ingår i familjen vecklare.

## Bildgalleri

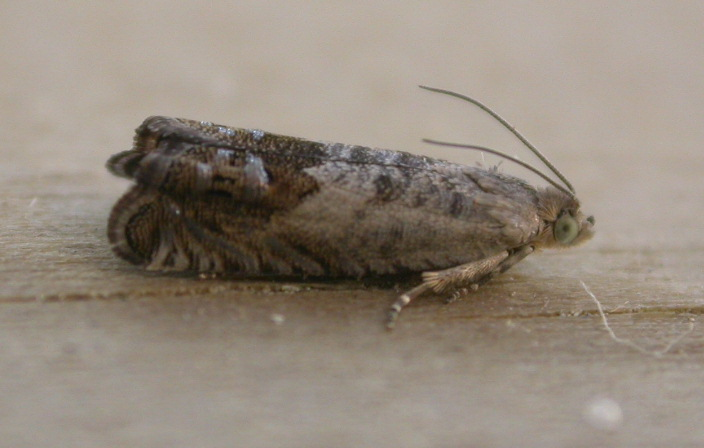
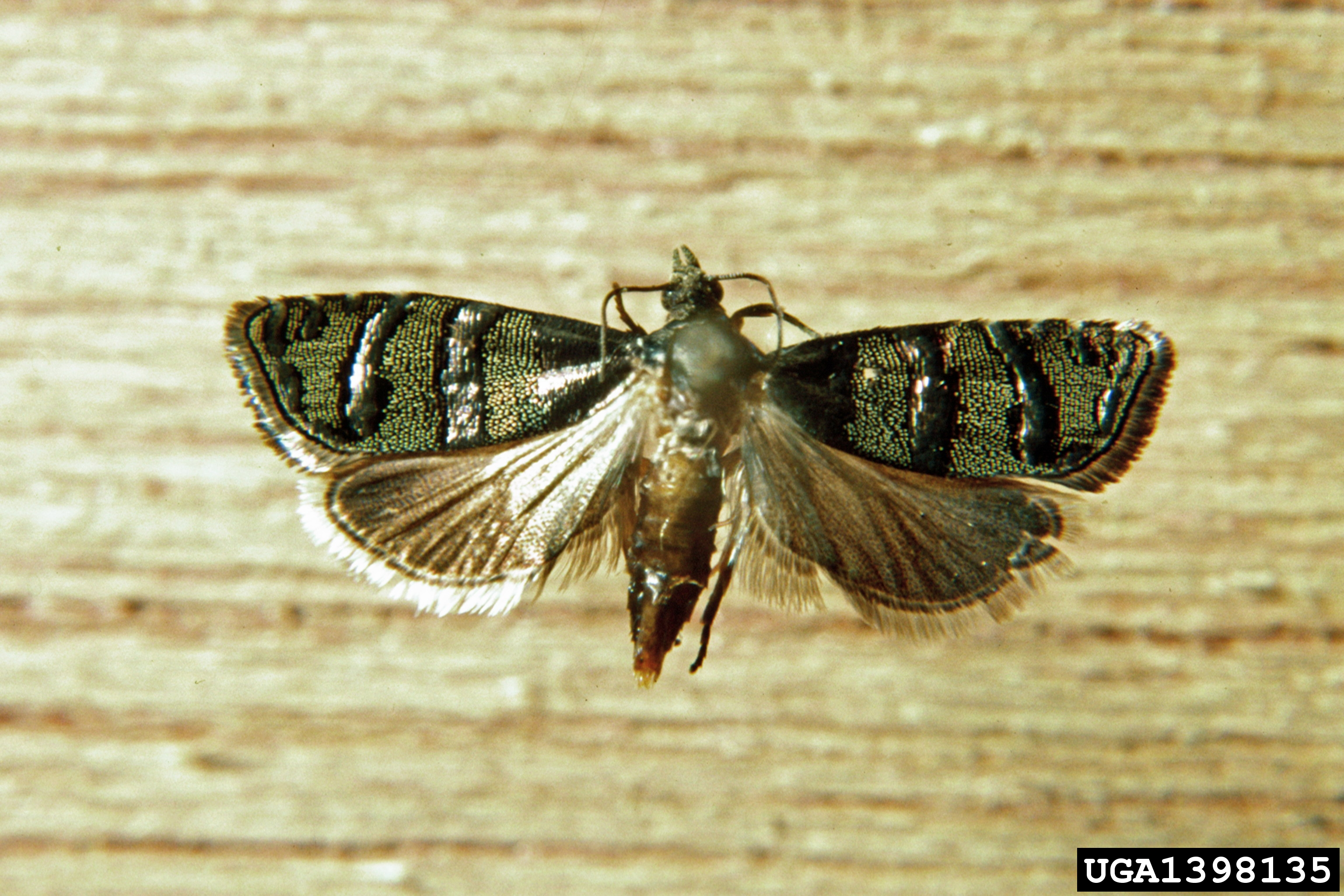
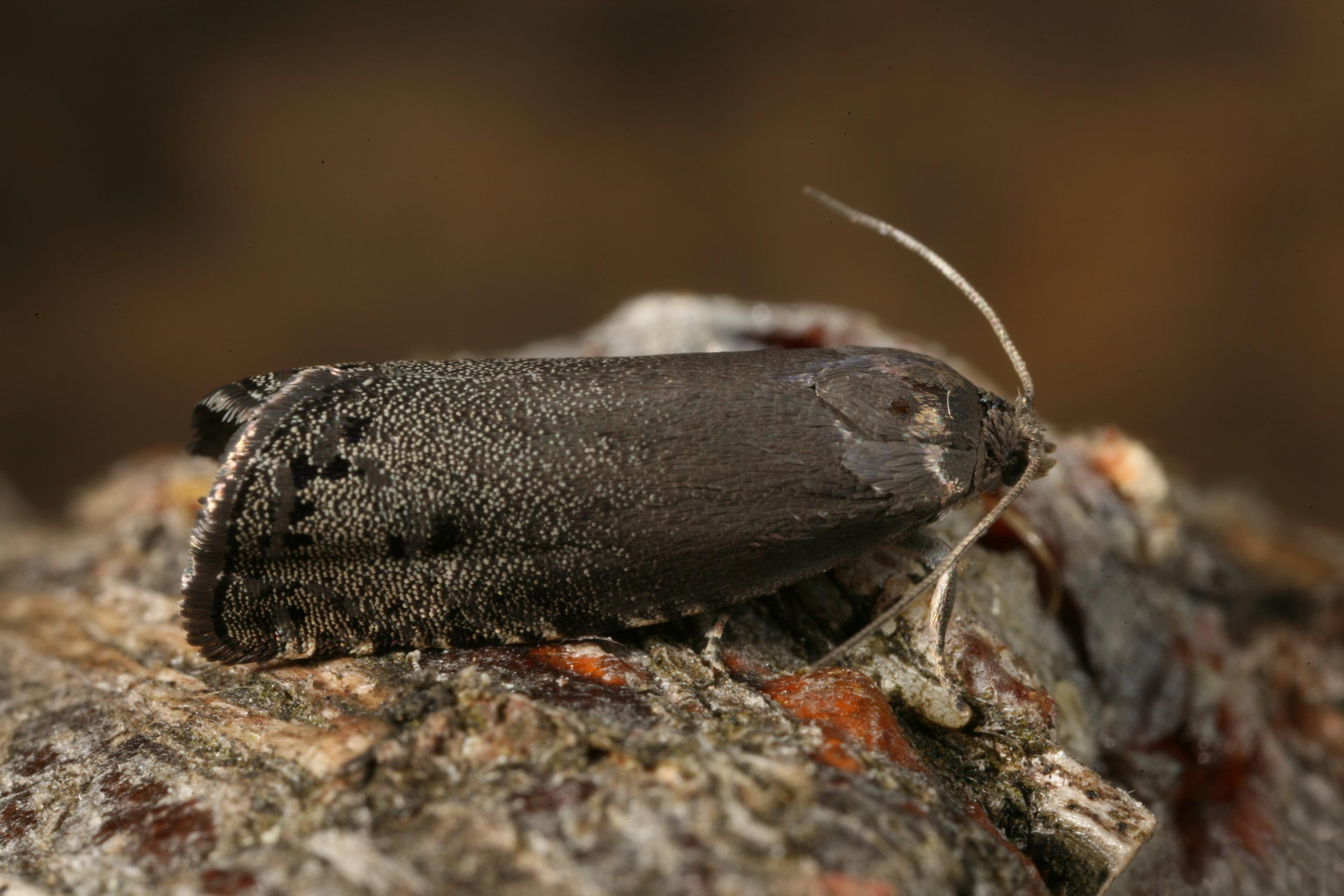

## Dottertaxa tillCydia, i alfabetisk ordning[1][2]
- Cydia acerivora
- Cydia adenocarpi
- Cydia adjunctana
- Cydia aelina
- Cydia aeneana
- Cydia aeologlypta
- Cydia agenjoi
- Cydia alabastrina
- Cydia alazon
- Cydia albimaculana
- Cydia albipicta
- Cydia alienana
- Cydia americana
- Cydia amplana
- Cydia amplidorsana
- Cydia amurensis
- Cydia anaranjada
- Cydia aphrosema
- Cydia arabica
- Cydia archaeochrysa
- Cydia articulatana
- Cydia asseclana
- Cydia atlantica
- Cydia aurana
- Cydia aurantiana
- Cydia aureolana
- Cydia aurichalcea
- Cydia bengalica
- Cydia bimaculella
- Cydia blackmoreana
- Cydia bracteatana
- Cydia caecana
- Cydia canariensis
- Cydia candana
- Cydia caradjana
- Cydia caryae
- Cydia caryana
- Cydia celiae
- Cydia centralasiae
- Cydia cerasivora
- Cydia cervinana
- Cydia charops
- Cydia cirrhas
- Cydia cognatana
- Cydia commensalana
- Cydia compositella
- Cydia confusana
- Cydia conicolana
- Cydia coniferana
- Cydia conjunctana
- Cydia conoterma
- Cydia consequana
- Cydia cornucopiae
- Cydia cornutana
- Cydia corollana
- Cydia cosmophorana
- Cydia costastrigulana
- Cydia cuprea
- Cydia curitibana
- Cydia cyanatra
- Cydia cytisanthana
- Cydia dadionopa
- Cydia dahliana
- Cydia dahuricolana
- Cydia dalbergiacola
- Cydia dalecartiana
- Cydia damascana
- Cydia dandana
- Cydia danilevskyi
- Cydia dannehli
- Cydia deciduana
- Cydia decolorana
- Cydia decorana
- Cydia deflexana
- Cydia demissana
- Cydia derrai
- Cydia deshaisiana
- Cydia deyana
- Cydia dioszeghyi
- Cydia discretana
- Cydia dissulta
- Cydia dochmasima
- Cydia doria
- Cydia dorsilunana
- Cydia duplicana
- Cydia effusana
- Cydia elongata
- Cydia elpore
- Cydia epanthista
- Cydia ericolana
- Cydia ermolenkoi
- Cydia erotella
- Cydia escorialana
- Cydia excisa
- Cydia exornata
- Cydia exquisitana
- Cydia fabivora
- Cydia fagiglandana
- Cydia fahlbergiana
- Cydia farsica
- Cydia fimana
- Cydia fissana
- Cydia flavicollis
- Cydia fletcherana
- Cydia flexiloqua
- Cydia fulvella
- Cydia funebrana
- Cydia gallaesaliciana
- Cydia gallicana
- Cydia garacana
- Cydia geminana
- Cydia geministriata
- Cydia gemmiferana
- Cydia generosana
- Cydia gilviciliana
- Cydia glandicolana
- Cydia glaphyrana
- Cydia graeca
- Cydia grandicula
- Cydia gratulata
- Cydia griseana
- Cydia grossana
- Cydia grunertiana
- Cydia haemostacta
- Cydia hartigi
- Cydia hinnebergiana
- Cydia hygrotrema
- Cydia ilipulana
- Cydia illustrana
- Cydia illutana
- Cydia implicatana
- Cydia indivisa
- Cydia informosana
- Cydia ingens
- Cydia ingrata
- Cydia injectiva
- Cydia inopiosa
- Cydia inquilina
- Cydia inquinatana
- Cydia instratana
- Cydia interruptana
- Cydia interscindana
- Cydia intexta
- Cydia iridescens
- Cydia janthinana
- Cydia japonensis
- Cydia johanssoni
- Cydia junctistrigana
- Cydia jungiella
- Cydia kamijoi
- Cydia kohfidischiana
- Cydia kozlovi
- Cydia lacustrina
- Cydia lajonquierei
- Cydia lambessana
- Cydia largo
- Cydia laricana
- Cydia larimana
- Cydia latiferreana
- Cydia latisigna
- Cydia lautiuscula
- Cydia lavenuae
- Cydia leguminana
- Cydia leguminis
- Cydia lepidulana
- Cydia leucitis
- Cydia leucobasis
- Cydia leucogrammana
- Cydia lunulana
- Cydia lygistis
- Cydia maackiana
- Cydia major
- Cydia malivorella
- Cydia marginestriana
- Cydia maura
- Cydia maxima
- Cydia mediana
- Cydia medicaginis
- Cydia mediocris
- Cydia melanoptycha
- Cydia melicrossis
- Cydia membrosa
- Cydia micaceana
- Cydia microgrammana
- Cydia millenniana
- Cydia minuta
- Cydia miscitata
- Cydia molesta
- Cydia molybdana
- Cydia montezuma
- Cydia monticola
- Cydia multilineana
- Cydia multistriana
- Cydia nebulocula
- Cydia negatana
- Cydia neolopha
- Cydia nigra
- Cydia nigricana
- Cydia nigritana
- Cydia nigrostriana
- Cydia novimundi
- Cydia obesana
- Cydia obnisa
- Cydia obscurana
- Cydia obumbrana
- Cydia odontica
- Cydia opulentana
- Cydia orientis
- Cydia orobana
- Cydia oxytropis
- Cydia pactolana
- Cydia pagenstecheri
- Cydia pallidibasalis
- Cydia pallifrontana
- Cydia palmetum
- Cydia pamira
- Cydia pavonana
- Cydia penkleriana
- Cydia pentalychna
- Cydia perelegans
- Cydia periclydonia
- Cydia persica
- Cydia pfeifferi
- Cydia phalacris
- Cydia phaulomorpha
- Cydia phyllisi
- Cydia pinetana
- Cydia pisana
- Cydia plumbiferana
- Cydia plumbosana
- Cydia pomana
- Cydia pomonella
- Cydia populana
- Cydia prismatica
- Cydia proximana
- Cydia pseudomalesana
- Cydia pseudotsugae
- Cydia pudicana
- Cydia putaminana
- Cydia pyrivora
- Cydia quadrocellana
- Cydia rana
- Cydia ratifera
- Cydia reaumurana
- Cydia rebeli
- Cydia refrigescens
- Cydia resinosae
- Cydia rjabovi
- Cydia rufillana
- Cydia rungsi
- Cydia rusticella
- Cydia saltitans
- Cydia salvana
- Cydia sammuti
- Cydia sanctacruciana
- Cydia sebastianiae
- Cydia secretana
- Cydia semicinctana
- Cydia separatana
- Cydia septicola
- Cydia seriana
- Cydia servillana
- Cydia siderocosma
- Cydia silvana
- Cydia simpsoni
- Cydia splendana
- Cydia striatana
- Cydia strigulatana
- Cydia strobilella
- Cydia succedana
- Cydia sulphurella
- Cydia sumptuosana
- Cydia tana
- Cydia tenebrana
- Cydia tenebriosana
- Cydia tenebrosana
- Cydia toreuta
- Cydia torostoma
- Cydia trasias
- Cydia trichota
- Cydia tricuneana
- Cydia trifascicolana
- Cydia trogodana
- Cydia tropicana
- Cydia tunisiana
- Cydia turcianae
- Cydia turifera
- Cydia ulicetana
- Cydia undosa
- Cydia vallesiaca
- Cydia vexilla
- Cydia viciana
- Cydia yasudai
- Cydia youngana
- Cydia zebeana
- Cydia zygogramma